# Nohawszczyzna
Nohawszczyzna (biał. Нагаўшчына; ros. Ногавщина) – wieś na Białorusi, w obwodzie mińskim, w rejonie miadzielskim, w sielsowiecie Słoboda.
Nazwa dawniej używana – Nagawszczyzna.

## Historia
W czasach zaborów wieś w granicach Imperium Rosyjskiego.
W dwudziestoleciu międzywojennym wieś leżała w Polsce, w województwie wileńskim, w powiecie duniłowickim (od 1926 postawskim), w gminie Miadzioł a następnie w gminie Hruzdowo.
Powszechny Spis Ludności z 1921 roku, wieś zamieszkiwały 33 osoby, 18 były wyznania rzymskokatolickiego, 14 prawosławnego a 1 ewangelickiego. Jednocześnie 23 mieszkańców zadeklarowało polską a 10 białoruską przynależność narodową. Było tu 8 budynków mieszkalnych. W 1931 w 7 domach zamieszkiwało 36 osób.
Wierni należeli do parafii rzymskokatolickiej i prawosławnej w Hruzdowie. Miejscowość podlegała pod Sąd Grodzki w Postawach i Okręgowy w Wilnie; właściwy urząd pocztowy mieścił się w Hruzdowie.
W 1938 roku miejscowość należała do gromady Nohawki gminy Hruzdowo.
Po agresji ZSRR na Polskę w 1939 roku wieś znalazła się w granicach BSRR. W latach 1941–1944 była pod okupacją niemiecką. Następnie leżała w BSRR. Od 1991 roku w Republice Białorusi.